# Robigovirus
Genre
Espèces de rang inférieur
- espèce-type : Cherry necrotic rusty mottle virus

Robigovirus est un genre de virus de la famille des Betaflexiviridae, sous-famille des Quinvirinae, qui comprend cinq espèces acceptées par l'ICTV.
Ces virus infectent tous les plantes (phytovirus). Ce sont des virus à ARN simple brin à polarité positive, rattachés au groupe IV de la classification Baltimore. Les virions sont en forme de filaments flexueux. 

## Étymologie
Le nom générique, « Robigovirus », dérivé du latin « robigo », signifiant « rouille »,  en référence aux symptômes de rouille associés à certains des virus, dont l'espèce-type, Cherry necrotic rusty mottle virus, le virus de la marbrure rouillée nécrotique du cerisier.

## Caractéristiques
Les virions, non enveloppés, sont en forme de filaments flexueux, à symétrie hélicoïdale, mesurant de 12 à 13 nm de diamètre sur 800 nm de long.
Le génome est constitué d'une molécule d'ARN monocaténaire (à simple brin) de sens positif de 8 à 8,5  kb, qui code 5 protéines. L'extrémité 3' est polyadénylée et l'extrémité 5' est coiffée.

## Liste des espèces et non-classés
Selon NCBI (29 janvier 2021) :
- African oil palm ringspot virus (AOPRV)
- Cherry green ring mottle virus (CGRMV)
- Cherry necrotic rusty mottle virus (CNRMV)
- Cherry rusty mottle associated virus (CRMaV)
- Cherry twisted leaf associated virus (CTLaV)
- non-classés 
  - Cherry robigovirus 5
  - Cherry virus Turkey